# Paolo Lazzotti
Paolo Lazzotti (Pietrasanta, 22 gennaio 1941 – Firenze, 8 novembre 2011) è stato un calciatore italiano, di ruolo centrocampista.

## Carriera
Cresciuto nella Fiorentina, con la quale debuttò in Serie A, si affermò prima nel Messina (in Serie B) e poi nel Foggia, con la cui maglia ottenne una promozione nel massimo campionato, categoria conservata per tre stagioni. Da ricordare la vittoria per 3-2 della squadra pugliese sull'Inter campione del mondo del 31 gennaio 1965.
Lazzotti si trasferì nel 1967 alla SPAL di Paolo Mazza, Ppssando poi, nel 1968, all'Atalanta, con cui retrocedette nel campionato cadetto.
Concluse la carriera in Serie C nella Lucchese.
In carriera ha totalizzato complessivamente 125 presenze e 14 reti in Serie A e 106 presenze e 12 reti in Serie B.
È morto l'8 novembre 2011 all'età di 70 anni.

## Palmarès

### Club

#### Competizioni internazionali
- Coppa delle Coppe: 1

Fiorentina: 1960-1961
- Coppa delle Alpi: 1

Fiorentina: 1960-1961
- Coppa Italia: 1

Fiorentina: 1960-1961